# Stretava
Stretava é um município da Eslováquia, situado no distrito de Michalovce, na região de Košice. Tem 7,75 km² de área e sua população em 2018 foi estimada em 702 habitantes.

## Demografia
| Ano:        | 1994 | 2004    | 2014   | 2024   |
| ----------- | ---- | ------- | ------ | ------ |
| Broj ljudi: | 533  | 634     | 671    | 679    |
| Razlika:    |      | +18,94% | +5,83% | +1,19% |

| Ano:               | 2023 | 2024   |
| ------------------ | ---- | ------ |
| Número de pessoas: | 681  | 679    |
| Diferença:         |      | -0,29% |